# Isaac Ezban
Isaac Ezban (nascut el 15 d'abril de 1986) és un director, guionista i productor de cinema mexicà. És conegut pel seu treball a les pel·lícules El incidente, Los parecidos i Universos paral·lels.

## Vida i carrera
Ezban va néixer i es va criar a Ciutat de Mèxic, en una família jueva. Va estudiar comunicació amb una especialitat en cinema a la Universidad Iberoamericana, drama a Londres a The Method Studio i cinema a Nova York a la New York Film Academy. Va escriure quatre novel·les curtes abans de treballar a la indústria del cinema.
La primera pel·lícula d’Ezban, El incidente, protagonitzada per Raúl Méndez, Nailea Norvind, Hernan Mendoza, Humberto Busto i Fernando Alvarez Rebeil, fou estrenada a les gales Blood Window Midnight del Festival de Cinema de Canes. Va guanyar el premi al millor guió original al Expresión en Corto International Film Festival, el premi Mexico Primero al Festival Internacional de Cinema de Los Cabos i 16 premis més, i va ser elogiat per Guillermo del Toro. La seva segona pel·lícula, Los parecidos, protagonitzada per Gustavo Sánchez Parra, fou projectada al Fantastic Fest i al XLVIII Festival Internacional de Cinema Fantàstic de Catalunya. També va guanyar el premi a la millor pel·lícula llatinoamericana a Sitges i el premi de la premsa a Morbido.
El 2016, Ezban va ser contractat per Bron Studios per dirigir el seu tercer llargmetratge i primera pel·lícula en anglès, Parallel, protagonitzada per Aml Ameen, Martin Wallström, Georgia King, Mark O'Brien, Alyssa Diaz i Kathleen Quinlan. El novembre de 2023 fou contractat per dirigir una pel·lícula basada en la novel·la de Dan Simmons Summer Of Night per Sony Pictures.

## Filmografia
| Any  | Pel·lícula                         | Guionista | Director | Productor | Notes         |
| ---- | ---------------------------------- | --------- | -------- | --------- | ------------- |
| 2007 | Subway to Hell                     | Sí        | Sí       | Sí        | Curtmetratge  |
| 2008 | Cookie                             | Sí        | Sí       | Sí        | Curtmetratge  |
| 2008 | Kosher Spaghetti                   | Sí        | Sí       | Sí        | Curtmetratge  |
| 2009 | El judío que todos llevamos dentro | Sí        | Sí       | No        | Curtmetratge  |
| 2009 | El secreto de Martín Cordiani      | Sí        | Sí       | Sí        | Curtmetratge  |
| 2009 | Hambre                             | Sí        | Sí       | Sí        | Curtmetratge  |
| 2010 | Cosas feas                         | Sí        | Sí       | Sí        | Curtmetratge  |
| 2011 | Ocean Blues                        | No        | No       | Sí        | Llargmetratge |
| 2012 | Mute                               | No        | No       | Sí        | Curtmetratge  |
| 2013 | Heaven & Hell                      | No        | No       | Sí        | Curtmetratge  |
| 2013 | In Search of Dylan                 | No        | No       | Sí        | Documentary   |
| 2014 | El incidente                       | Sí        | Sí       | Sí        | Llargmetratge |
| 2014 | Barbarous Mexico                   | Sí        | Sí       | No        | Llargmetratge |
| 2015 | Presagio                           | No        | No       | Sí        | Llargmetratge |
| 2015 | Los parecidos                      | Sí        | Sí       | Sí        | Llargmetratge |
| 2018 | Universos paral·lels               | No        | Sí       | No        | Llargmetratge |
| 2021 | Mal de ojo                         | Sí        | Sí       | Sí        | Llargmetratge |